# Zeltnagel

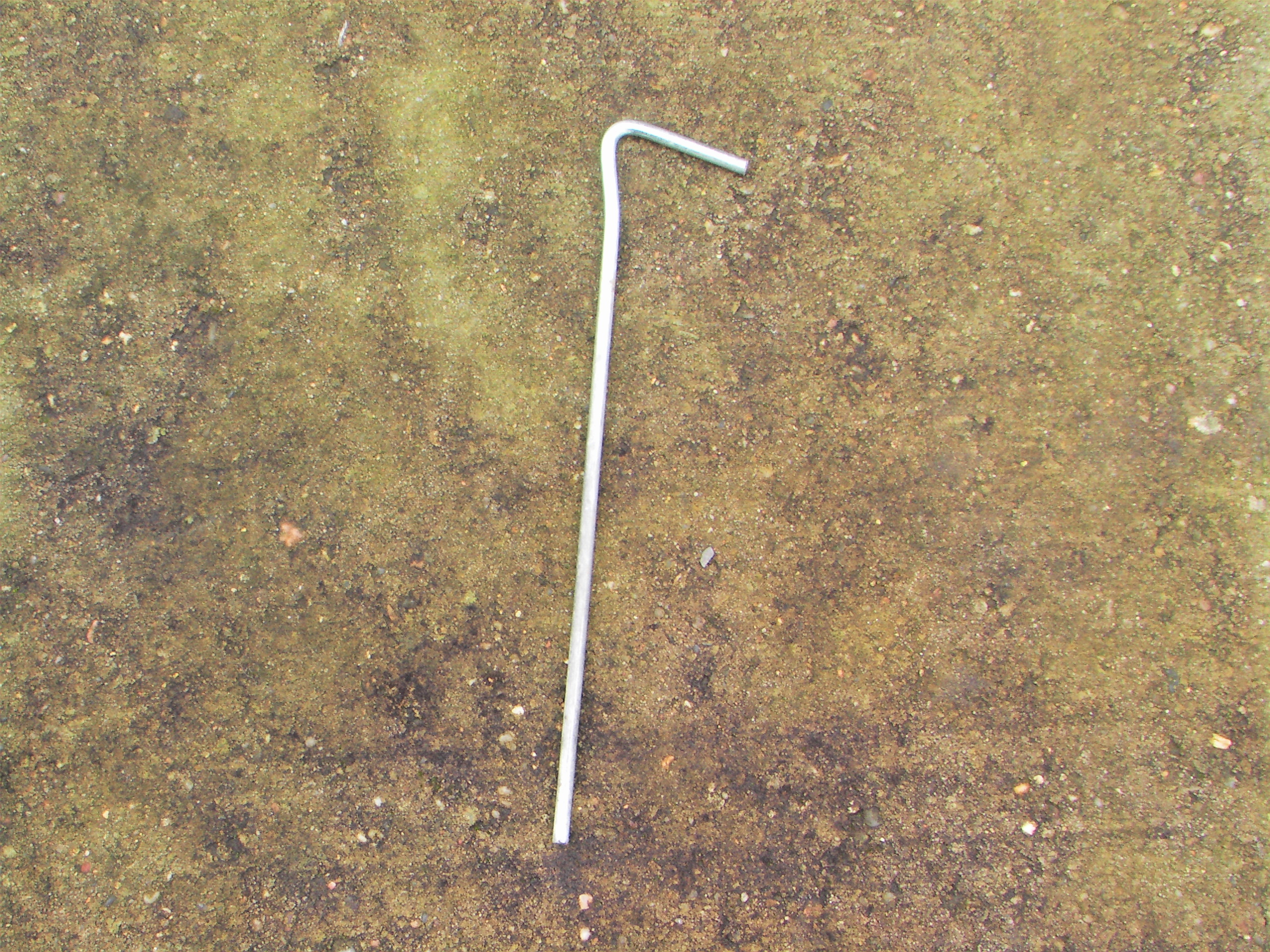
Ein Zeltnagel

Ein Zeltnagel ist ein Verankerungsstift beim Camping. Häufig wird er fälschlicherweise wie sein „großer Bruder“ Zelt-Hering genannt. Üblich sind auch die Bezeichnungen Leinen-, Seil- oder Spannnagel.

## Form
Zeltnägel sind zumeist einfache 15 bis 25 cm lange Stahlstifte oder manchmal auch aufwendig hergestellte hohle Aluminiumstifte, welche als Stahlstifte zumeist am oberen Ende angeknickt oder rundgebogen sind und als Aluminiumstifte in einen verdickten Kopf übergehen. Ihr „großer Bruder“ ist der Hering, welcher aus einem gefalzten flachen Stahlblech, einem gegossenen Alu-Profil oder einem Kunststoff-Profil besteht. Im professionellen Bereich werden zur Befestigung größerer Objekte sogenannte Erdnägel eingesetzt. Diese ähneln dem Zeltnagel, sind nur deutlich länger, stabiler und für größere Zug-Lasten geeignet.

## Vor- und Nachteile

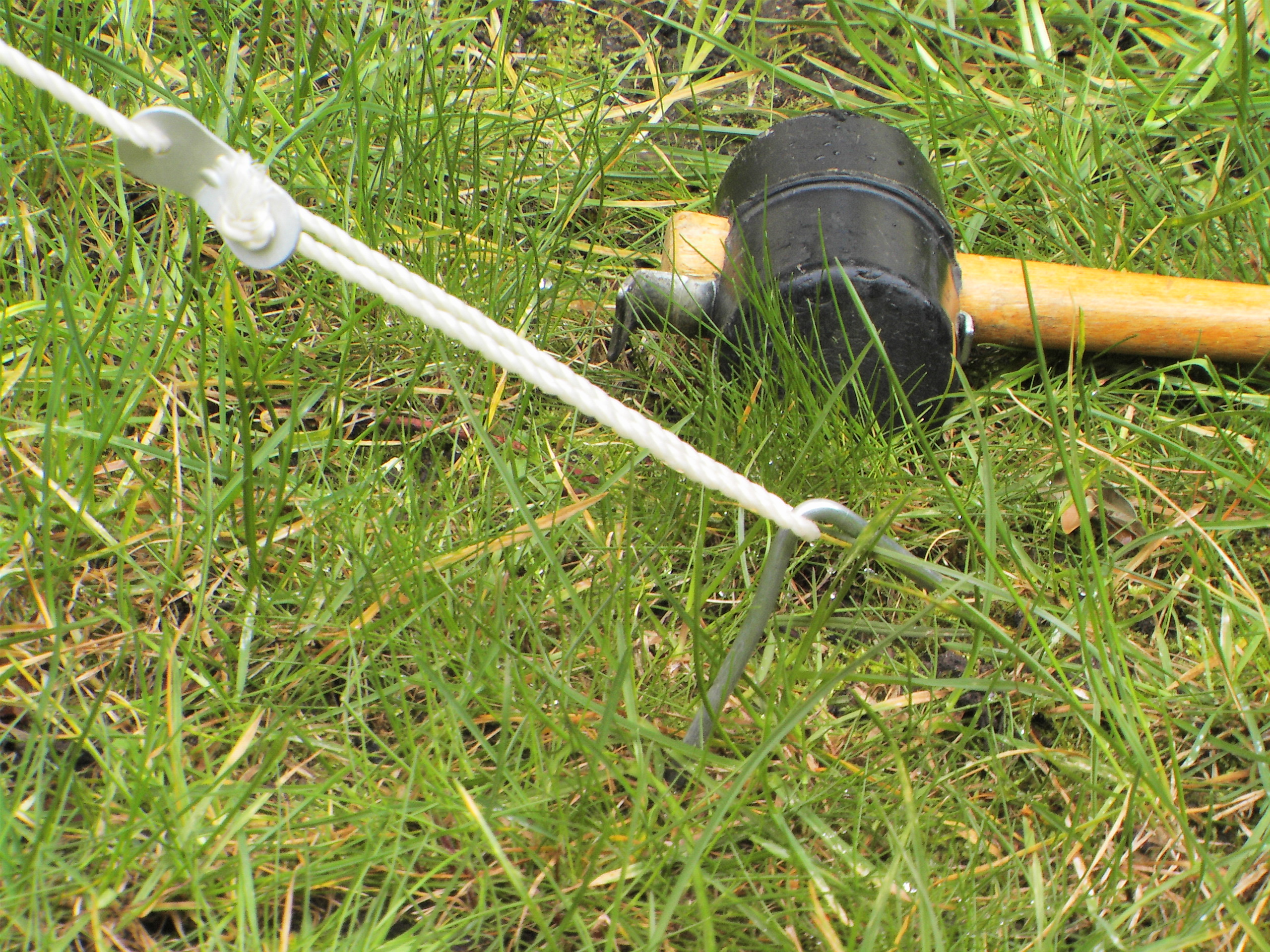
Zeltnagel im Boden

Zeltnägel aus Stahl sind heute das Standard-Sicherungsmittel für Zelt-Leinen und gehören zum Lieferumfang praktisch aller Camping-Zelte. Dies lässt sich mit dem geringen Gewicht und der Größe erklären, vor allem aber wohl mit den deutlich niedrigeren Herstellungskosten. Im Gegensatz dazu gehören Zeltnägel aus Aluminium zu den höherwertigen und teuren Verankerungstiften.
Ein Zeltnagel kann aufgrund seines runden Profils bei Windlast im Boden drehen, so dass die Leine vom Zeltnagel springt. Der spezielle Kopf des Aluminiumnagels verhindert dies. Außerdem sind Stahlnägel nicht sehr knickstabil, so dass sie beim Einschlagen in den Boden häufig abknicken und dann kaum noch eingesetzt werden können oder mühsam zurückgebogen werden müssen. Durch ihre geringere Oberfläche halten sie außerdem schlechter im Boden und können bei höheren Windlasten leichter aus dem Boden gezogen werden; dies gilt generell auch für solche aus Aluminium. Ein Nachteil, der aber durch einen größeren Durchmesser und eine größere Länge ausgeglichen werden kann. Andererseits ist das auch ein Vorteil, da sich der Zeltnagel, unabhängig vom Material und der Bauart, in einem lockeren Boden auch ohne Werkzeug (Hammer) verbauen, und auch leichter herausziehen lässt.